# Cantonul Châteauneuf-Côte-Bleue
Cantonul Châteauneuf-Côte-Bleue este un canton din arondismentul Istres, departamentul Bouches-du-Rhône, regiunea Provence-Alpes-Côte d'Azur, Franța.

## Comune
- Carry-le-Rouet
- Châteauneuf-les-Martigues (reședință)
- Ensuès-la-Redonne
- Gignac-la-Nerthe
- Le Rove
- Sausset-les-Pins